# Henry Hellssen
Henry Alexander Hellssen, född 8 november 1888, död 26 juli 1957, var en dansk journalist och författare.
Efter att ha arbetat som journalist från 1909 i landsorten kom Hellssen 1913 till Berlingske Tidende, där han främst verkade som utrikeskorrespondent. Under första världskriget gav han rapporter från skilda fronter, han deltog i fälttågen mot de ryska kommunisterna i Karelen och Ingermanland, följde Gabriele D’Annunzio på tåget mot Fiume, var med om Andra italiensk-abessinska kriget 1935, besökte Shanghai 1937 och skrev om arabupproren i Palestina 1939. Hellssen grundade 1916 förmiddagstidningen B.T. och var dess redaktör till 1917, 1942 blev han redaktör för Billed-Bladet och var från 1946 journalistisk redaktör för Berlingske Tidende och Berlingske Aftenavis. Hellssen, som 1927–1928 var medregissör under Max Reinhardt i Berlin och New York, gjorde även iscensättningar i Köpenhamn och Stockholm. Hellssen utgav Amerika rejser en Hær (1918), Hollywood (1927), Foregangsmanden Ernst Heinrich Berling (1932), To Hundrede Aar. Det Berlingske Bogtrykkeri (1933), Jeg har moret mig dejligt (1934), Holbergs Kandestøber i Paris (1940), Billedbogen om Berlingske (1941), Portræt af Frede Skaarup (1942), Alfred Schmidt, hans Tid og hans Tegninger (1942), De sorte Telte (1943), en reseskildring och Harlekin og Columbine (1944), ett bidrag till pantomimens historia.